# O dođi, Stvorče, Duše svet
O dođi, Stvorče, Duše svet (lat. Veni Creator Spiritus) – himan Duha Svetoga. Preveden je na velik broj svjetskih jezika.
Vjeruje se, da ga je napisao sv. Raban Mauro u 9. stoljeću. Izvorni latinski tekst pjeva se u gregorijanskom koralu. Zaziv Duha Svetoga, u praksi Katoličke Crkve pjeva se tijekom liturgijskog slavlja na blagdan Duhova. Također se pjeva u posebnim prigodama kao što je ulazak kardinala u Sikstinsku kapelu, prilikom izbora novog pape, kao i na posvećenju biskupa, ređenju svećenika, prilikom sakramenta svete potvrde i na posveti crkve. Također i prilikom proslave sinode ili koncila, krunjenja kraljeva i drugih sličnih svečanih događaja.
Himan je također u širokoj upotrebi u anglikanskoj zajednici i pojavljuje se npr. prilikom posvete biskupa u "Knjizi zajedničke molitve" iz 1662.
Martin Luther koristio je ovaj himan kao osnovu za svoj koral za blagdan Duhova "Komm, Gott Schöpfer, Heiliger Geist", kojeg je skladao 1524. godine.
Mnogi skladatelji koristili su ovaj himan. Gustav Mahler postavio je latinski tekst ovog himna u I. dijelu svoje 8. simfonije u Es-duru. Cristobal Halffter postavio je tekst za zbor i orkestar. Motet za ženske glasove prema ovom tekstu među posljednjim je djelima Hectora Berlioza. Krzysztof Penderecki napisao je motet za mješoviti zbor prema himnu, a Paul Hindemith zaključuje svoj Koncert za orgulje i orkestar s fantazijom na temelju ovog himna.
Maurice Duruflé koristio je himan kao osnovu za svoju simfonijsku skladbu za orgulje, 1930.

## Tekst
| Hrvatski jezik | Latinski jezik |
| --- | --- |
| hr. O dođi, Stvorče, Duše Svet, pohodi duše vjernika, poteci višnjom milosti u grudi štono stvori ih. Ti nazivaš se Tješitelj, blagodat Boga svevišnjeg, studenac živi, ljubav, plam i pomazanje duhovno. Darova sedam razdaješ, ti, prste desne Očeve, od vječnog Oca obećan, ti puniš usta besjedom. Zapali svjetlo u srcu, zadahni dušu ljubavlju, u nemoćima tjelesnim potkrepljuj nas bez prestanka. Dušmana od nas otjeraj i postojani mir nam daj, ispred nas idi vodi nas, da svakog zla se klonimo. Daj Oca da upoznamo i Krista sina njegova. i u te Duha njihova da vjerujemo sveudilj. Sva slava Ocu vječnomu i uskrslomu Sinu mu, s tješiteljem Presvetim nek bude sad i uvijeke. Amen. | Veni, Creator Spiritus, mentes tuorum visita, imple superna gratia, quae tu creasti, pectora. Qui diceris Paraclitus, altissimi donum Dei, fons vivus, ignis, caritas et spiritalis unctio. Tu, septiformis munere, dig[i]tus paternae dexterae, Tu rite promissum Patris, sermone ditans guttura. Accende lumen sensibus; infund[e] amorem cordibus; infirma nostri corporis virtute firmans perpeti. Hostem repellas longius, pacemque dones protinus: ductore sic te praevio vitemus omne noxium. Per Te sciamus da Patrem, noscamus atque Filium; Tequ[e] utriusque Spiritum credamus omni tempore. Deo Patri sit gloria et Filio, qu[i] a mortuis surrexit, ac Paraclito in saeculorum saecula. Amen |